# سعيد تلاوي
سعيد تلّاوي (1912-1973)، صحفي سوري من حمص، أصدر جريدة الفيحاء من 2 تشرين الثاني 1947 وحتى 8 آذار 1963.

## البداية
ولِد سعيد تلّاوي في مدينة حمص ودرس في مدارسها، ثم انتقل إلى دمشق ليتخرج من مكتب عنبر. بدأ حياته الصحفية في جريدة القبس وفي عام 1941 شارك في تأسيس جريدة التوفيق في حمص، مع صاحب مكتبة التوفيق توفيق شامي. كان مُقرباً من الرئيس شكري القوتلي الذي إنتخب سنة 1943 وعيّن سعيد تلّاوي سكرتيراً صحفياً في القصر الجمهوري.

## جريدة الفيحاء
في مطلع عهد الاستقلال، قام سعيد تلّاوي بإصدار جريدته الخاصة، التي سُمّيت بالفيحاء وصدر عددها الأول يوم 2 تشرين الثاني 1947. كانت محسوبة على رئيس الجمهورية وتم تعطيلها سنة 1949 بعد وقوع إنقلاب حسني الزعيم الذي أطاح بالرئيس القوتلي. ظلّت جريدة الفيحاء محتجبة عن القرّاء حتى نيسان 1950، عندما عادت إلى الصدور في عهد الرئيس هاشم الأتاسي، ليتم حجبهاً مجدداً بعد قيام الوحدة السورية المصرية سنة 1958. أيّد سعيد تلّاوي إنقلاب الإنفصال وأعاد إصدار صحيفته يوم 27 كانون الأول 1961، ليتعم حجبها نهائياً بعد وصول حزب البعث إلى السلطة يوم 8 آذار 1963. كان تلّاوي في ليبيا يومها، ضيفاً على الملك إدريس السنوسي، فلم يعد إلى سورية بل توجه إلى سويسرا أولاً ومن ثمّ إلى لبنان، حيث عاش متقاعداً حتى وفاته يوم 6 كانون الأول 1973.

## مولفات
في عام 1950 أصدر سعيد تلّاوي كتاباً بعنوان "كيف استقلت سورية"، كتب مقدمته الرئيس شكري القوتلي المنفي يومها في مصر.